# Glypta taiheizana
Glypta taiheizana är en stekelart som först beskrevs av Jinhaku Sonan 1936.  Glypta taiheizana ingår i släktet Glypta och familjen brokparasitsteklar. Inga underarter finns listade i Catalogue of Life.